# Кубическая функция

График кубической функции

Куби́ческая фу́нкция в математике — это числовая функция {\displaystyle f:\mathbb {R} \to \mathbb {R} } вида
{\displaystyle f(x)=ax^{3}+bx^{2}+cx+d,\quad x\in \mathbb {R} ,}
где {\displaystyle a\neq 0.}
Другими словами, кубическая функция задаётся многочленом третьей степени.

## Аналитические свойства
Производная кубической функции {\displaystyle f(x)=ax^{3}+bx^{2}+cx+d} имеет вид {\displaystyle f'(x)=3ax^{2}+2bx+c}. В случае, когда дискриминант {\displaystyle {\frac {D}{4}}=b^{2}-3ac} полученного квадратного уравнения {\displaystyle f'(x)=0} больше нуля, оно имеет два различных решения, которые соответствуют критическим точкам функции {\displaystyle f}. При этом, одна из этих точек является точкой локального минимума, а другая точкой локального максимума. Равенство нулю второй производной {\displaystyle f''} определяет точку перегиба {\displaystyle x=-b/3a}.

## График
График кубической функции называется куби́ческой пара́болой. В литературе часто встречаются альтернативные определения кубической параболы как графика функции {\displaystyle y=ax^{3}} или {\displaystyle y=x^{3}}. Легко видеть, что, применяя параллельный перенос, можно привести кубическую параболу к виду, когда она будет задаваться уравнением {\displaystyle y=ax^{3}-px}. Путём применения аффинных преобразований плоскости можно добиться, чтобы {\displaystyle a=1} и {\displaystyle p=0}. В этом смысле все определения будут эквивалентны.
Кроме того, кубическая парабола
- центрально-симметрична относительно точки перегиба,
- всегда пересекает линию абсцисс хотя бы в одной точке,
- не имеет общих точек со своей касательной в точке перегиба, кроме как в самой точке касания.

|                      |                          |                                |
| Коэффициент при кубе | Коэффициент при квадрате | Коэффициент при первой степени |

## Коллинеарность
Касающиеся прямые в трёх коллинеарных точках графика кубической функции пересекают график снова в коллинеарных точках.

## Применение
Кубическую параболу иногда применяют для расчёта переходной кривой на транспорте, так как её вычисление намного проще, чем построение клотоиды.